# Georges Reeb
Georges Reeb   (Saverne, 12 de novembre de 1920 - Estrasburg, 6 de novembre de 1993) va ser un matemàtic francès.

## Vida i obra
Nascut a Alsàcia, va començar els seus estudis universitaris de matemàtiques a la universitat d'Estrasburg el 1939, però aviat la universitat va ser traslladada a Clermont-Ferrand després de l'ocupació alemanya de França durant la Segona Guerra Mundial. El 1948 va obtenir el doctorat amb una tesi dirigida per Charles Ehresmann sobre foliacions, camp de recerca en el que ell i el seu mestre van ser pioners. Després de ser uns anys professor a la universitat de Grenoble, el 1963 va retornar a Estrasburg on va ser professor la resta de la seva vida.
Reeb va ser president de la Société Mathématique de France (1967), fundador i director de l'IRMA (Institut de Recerca Matemàtica Avançada) (1967-1972) i va rebre el premi Petit d'Ormoi el 1971.
A partir dels anys 1970's i després de llegir el llibre d'Abraham Robinson es va convertir en un ardent defensor i propagador de l'anàlisi no estàndard, advocant per una reconciliació entre intuïcionisme i formalisme.